# Чески-Крумлов (район)
Район Чески-Крумлов (чеш. Okres Český Krumlov) — один из 7 районов Южночешского края Чешской Республики. Административный центр — город Чески-Крумлов. Площадь — 1 615,03 кв. км, население составляет 62 538 человек. В районе насчитывается 45 муниципалитетов, из которых 6 имеют статус города, 3 — местечка.

## География
Расположен на юге края. Граничит с южночешскими районами Прахатице на северо-западе и Ческе-Будеёвице на северо-востоке. На юге — государственная граница с Австрией.

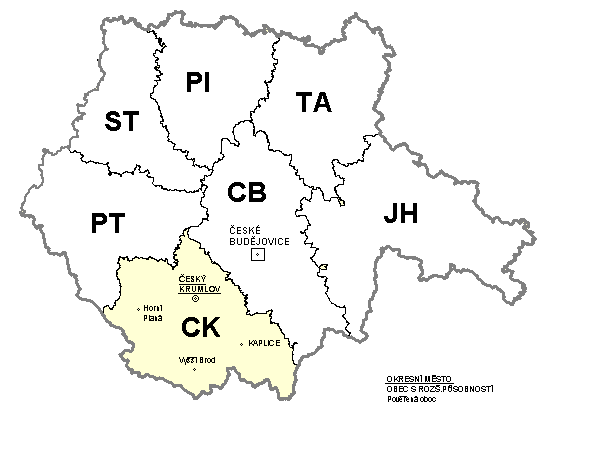
Район Чески-Крумлов на карте Южночешского края

## Демография
Данные на 2009 год:
| Город                | Население |
| -------------------- | --------- |
| Чески-Крумлов        | 13 890    |
| Каплице              | 7 512     |
| Велешин              | 4 035     |
| Вишши-Брод           | 2 650     |
| Горни-Плана          | 2 221     |
| Рожмберк-над-Влтавоу | 382       |

| Всего          | Женщин           | Мужчин           |
| -------------- | ---------------- | ---------------- |
| 62 538 (100 %) | 31 097 (49,72 %) | 31 441 (50,28 %) |

Средняя плотность — 38,72 чел./км²; 49,07 % населения живёт в городах.
Динамика изменения численности населения района 1961—2009 годы:
| Год               | 1961   | 1970   | 1980   | 1991   | 2001   | 2007   | 2009   |
| ----------------- | ------ | ------ | ------ | ------ | ------ | ------ | ------ |
| Населённые пункты | 67     | 49     | 39     | 45     | 46     | 46     | 45     |
| Население         | 48 620 | 49 940 | 55 395 | 57 398 | 59 569 | 60 708 | 62 538 |

## Населённые пункты

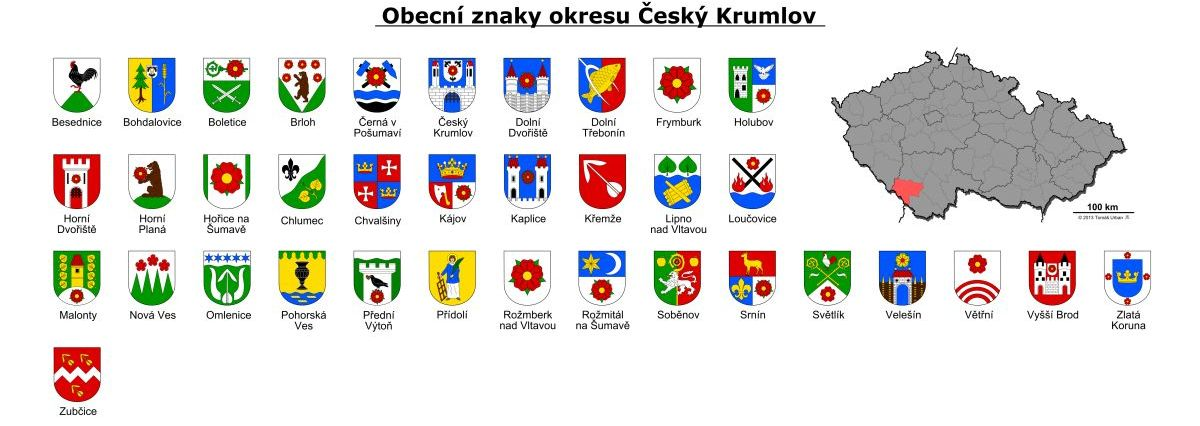
Гербы населённых пунктов района Чески-Крумлов

### Города
Велешин — Ветршни — Вишши-Брод — Горни-Плана — Каплице — Рожмберк-над-Влтавоу - Чески-Крумлов

### Местечки
Беседнице — Кршемже — Пршидоли — Фримбурк

### Общины
Бенешов-над-Черноу — Богдаловице — Брлог — Буянов — Вежовата-Плане — Голубов — Горжице-на-Шумаве — Горни-Дворжиште — Дольни-Дворжиште — Дольни-Тршебонин — Звиков — Злата-Коруна — Зубчице — Кайов — Липно-над-Влтавоу — Лоучовице — Малонти — Мальшин — Мирковице — Мойне — Нетршебице — Нова-Вес — Омленице — Погорска-Вес — Пршедни-Витонь — Пршисечна — Рожмиталь-на-Шумаве — Светлик — Собенов — Срнин — Стршитеж — Хвалшини — Хлумец — Черна-в-Пошумави

### Иное
Военный полигон Болетице

## История
В Средние века территория района была центром наследственных феодальных владений чешского рода Витковичей — вначале панов из Крумлова, затем панов из Рожмберка, от которых сохранилось множество исторических и культурных памятников.

## Памятники культуры
К наиболее посещаемым памятникам культуры, расположенным на территории района Чески-Крумлов, относятся следующие:
|                   |  |                |  |                          |  |                        |
| Крумловский замок |  | Замок Рожмберк |  | Златокорунский монастырь |  | Вишебродский монастырь |